# Burg Hoh-Hattstatt
Die Burg Hoh-Hattstatt  (französisch Château du Haut-Hattstatt), auch Barbenstein genannt, ist die Ruine einer Höhenburg oberhalb von Hattstatt im Oberelsass. Sie liegt auf 820 Meter Höhe und ist als Monument à l’inventaire gelistet.

## Geschichte
Am 4. Oktober 1280 beurkundeten Conrad-Wernher von Hattstatt und seine Cousins „diese Berg zu begriffen und bauwen mit wehrhaftem bauw“. 1282 ist die Burg offenbar vollendet, laut einer Urkunde heißt es domini de Hadistat castrum edificaverunt. 1286 wird eine Besatzung der neuen Burg „nuwenburgk, die da ist genant die Hohn Hatstat“ erwähnt. „Die Knechte und das Gesinde, die dass huss byhutten sollent von unseren wegen“ erhielten jährlich 74 Quarts Getreide und 16 Pfund und 5 Schillinge. 1310 vereinbarten die Miteigentümer, die Einnahmen aus der Gerichtsbarkeit und der Bewaffnung für 5 Jahre für den Unterhalt von „Hohen-hatttatt“ zu verwenden. Um 1423 war die Burg ein habsburgisches Lehen der Herren von Hattstatt. 1430–1433 überließ Anton von Hattstatt die Hälfte des Besitzes im Austausch gegen Saint-Hippolyte dem Herzog von Lothringen. 1456 wurde über Johann-Ulrich und seinen Sohn Johann-Oswald von Hattstatt die Reichsacht verhängt und das „Sloss Hohen Hattstatt“ dem Beschwerdeführer Johann von Landeck anvertraut, doch im Folgejahr erhielten die Hattstatter ihre Güter zurück. 1462 wird die Burg als Versteck von Raubrittern erwähnt. Nach der Einnahme der Hohkönigsburg entschied der Städtebund, auch „Hoch Hadstat“ zu belagern. Während des sogenannten Sechs-Plappert-Krieges gegen die Stadt Mülhausen  1466 wurde die Burg eingenommen und „zersprengt mit Pulver“ und danach wahrscheinlich nicht wieder aufgebaut. In der Kosmographie von Sebastian Münster wird sie als „Burgstaden“ (Burgstall) bezeichnet. 1646–1647 verkauften die Truchsesse von Rheinfelden, Erben der Hattstatter, die Steine der Burg zum Abbruch an die Stadt Colmar.

## Anlage
Heute sind von der Burg nur noch wenige Grundmauern erhalten. Die auf der Ansicht von Rothmüller 1839 zu sehende, hoch aufragende Wand eines Wohngebäudes ist längst zusammengefallen. Die längliche Kernburg mit Wohnbau, offenbar ohne markantem Turm, erhob sich auf einem Felssockel hinter einem Halsgraben. Südlich befinden sich Reste einer tiefer gelegenen Vorburg.